# The Yeomen of the Guard
För den brittiska drabantkåren, se Yeomen of the Guard

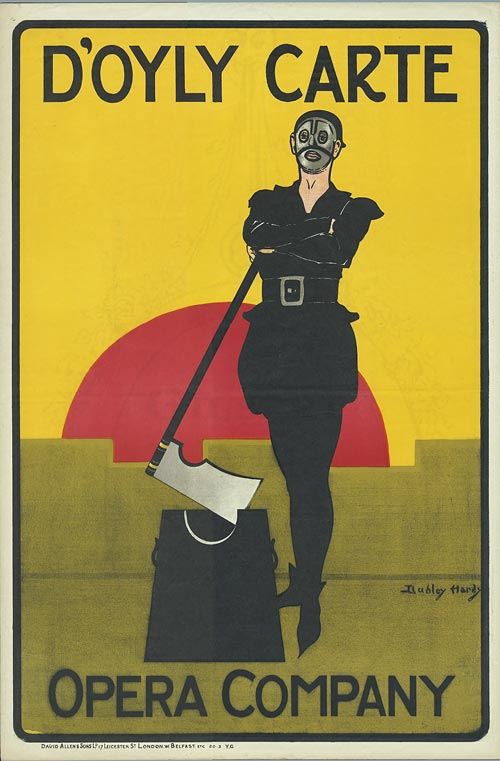
Affisch till nypremiären av The Yeomen of the Guard 1897.

The Yeomen of the Guard; or, The Merryman and His Maid är en Savoy opera (komisk operett) med musik av Arthur Sullivan och libretto av W. S. Gilbert. Den hade premiär på Savoy Theatre den 3 oktober 1888 och spelades 423 gånger. Det var det elfte av fjorton samarbeten mellan Gilbert och Sullivan.
Operetten utspelas i Towern under 1500-talet och är den mörkaste och kanske också den mest känslosammaste av Savoy-operorna då den slutar med en hjärtbruten huvudkaraktär och två väldigt motvilliga förlovningar, snarare än de sedvanliga bröllopen. Librettot innehåller dock avsevärd humor, däribland många snärtiga repliker, men Gilberts varumärke som satir och förvecklingar är nertonade i jämförelse med de andra verken. Dialogen, som är på prosa, är kvasi-Shakespeare, eller tidig nyengelska, i sin stil.
Kritikerna ansåg att musiken var Sullivans finaste, däribland ouvertyr som går i sonatform) snarare än att vara skriven som en följdriktig potpurri av melodier från operetten, liksom de flesta av Gilbert och Sullivans ouvertyrer. Det var också den första Savoy-operan att använda sig av Sullivans förstärka orkester med en andra fagott och tredje trombon. De flesta av Sullivans senare operetter, däribland de han inte komponerade med Gilbert som librettist, använde sig av denna stora orkester.

## Bakgrund

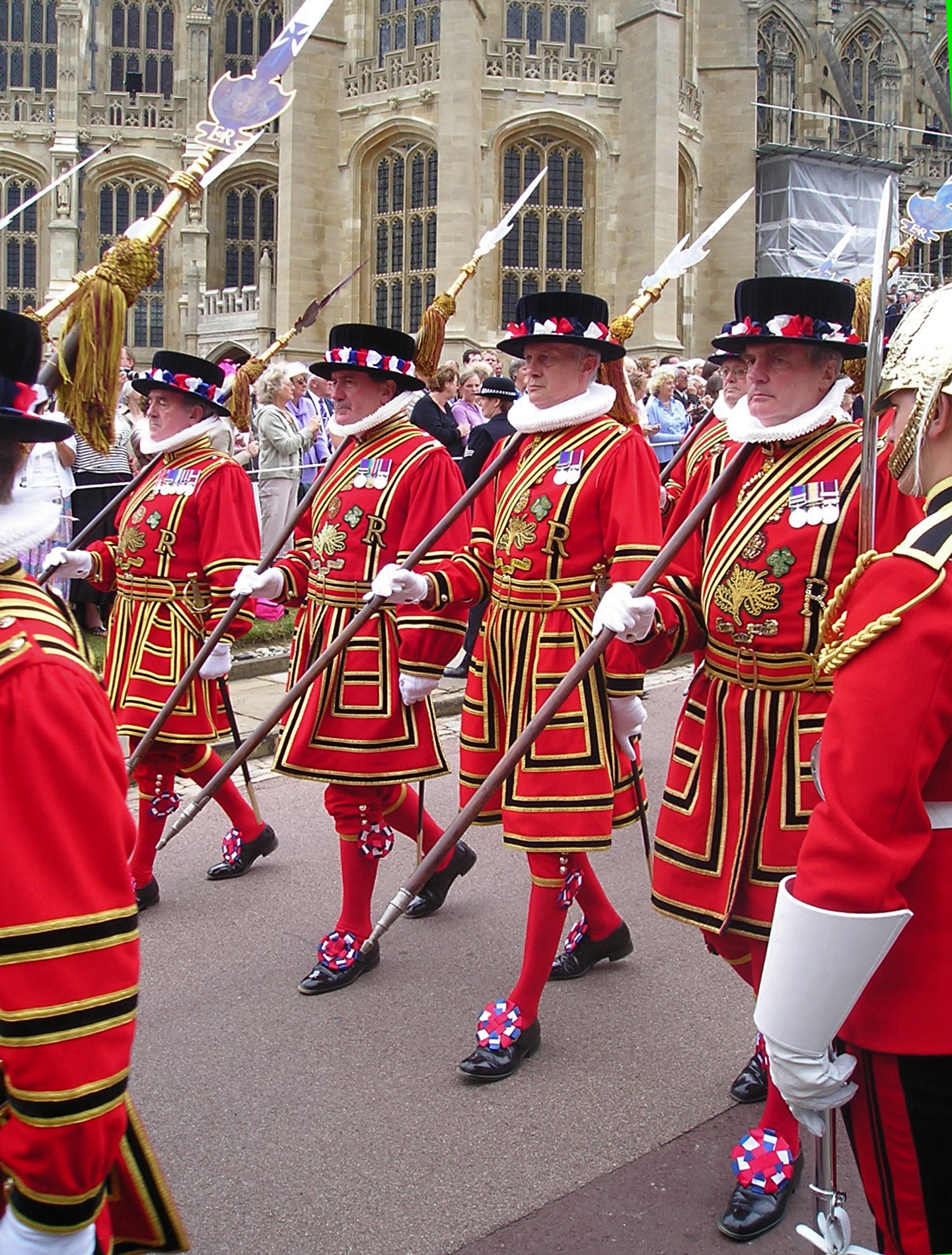
Yeomen of the Guard

När den tidigare Gilbert och Sullivan-operetten Ruddigore slutade gå på Savoy Theatre fanns inget verk färdigt att ersätta den med och i nästan ett år fick teatern sätta upp nypremiärer av parets gamla succéer H.M.S. Pinafore, The Pirates of Penzance och Mikadon. Under flera år fram till premiären av Yeomen hade Sullivan uttryckt en önskan om att avbryta samarbetet med Gilbert och ägna sig åt att komponera grand opera och andra seriösa verk på heltid. Före premiären av Yeomen hade Sullivan precis hyllats för sitt framgångsrika oratorium The Golden Legend och var i färd med att sätta upp sin grand opera Ivanhoe, endast 15 månader efter Yeomen.
På hösten 1887 gjorde Gilbert ett försök att intressera sin kollega för en handling där karaktärerna svalde magiska piller, vilka fick dem att bli de som de önskade men Sullivan sa att han redan hade förkastat idén förut. Gilbert hävdade senare att uppslaget till den nya operetten fick han en dag när han satt och väntade på tåget i Uxbridge och såg en annons för "The Tower Furnishing and Finance Company" med en illustration av en Beefeater. Juldagen 1887 läste han upp texten för Sullivan och Carte om en handling som utspelas i the Tower of London. Sullivan blev "otroligt nöjd" och accepterade glatt det hela. Han skrev i sin dagbok: "Söt historia, inga galenskaper, mycket mänsklig & till och med rolig".
Även om Yeomen inte var en grand opera gav den Sullivan möjligheten att komponera sitt dittills mest ambitiösa verk. De båda kompanjonerna satte igång att arbeta med operetten och tog längre tid på sig än med många av de tidigare verken. Gilbert gjorde allt för att underlätta för sin kollega och skrev till och med alternativa texter till några av sångerna. Sullivan hade problem med att tonsätta en text i synnerhet, "I have a song to sing-O!", med dess utökade längd i varje vers. Han frågade Gilbert om han hade tänkt på något särskilt när han skrev den. Gilbert hummade några rader från en sea shanty, och Sullivan visste då vad han skulle göra.
Den första akten var förhållandevis lång och innehöll ovanligt många sentimentala stycken. När premiären nalkades blev Gilbert alltmer orolig. Skulle publiken ta till sig denna seriösa, sentimentala ton från en av duons "komiska" operetter? Gilbert och Sullivan strök två sånger från akt I och delar av finalen till samma akt, delvis för att minska på antalet sentimentala stycken i början av operetten. Gilbert var som vanligt nervös på premiärkvällen och gick bakom scenen innan föreställningen för att "prata lite" med några av sångarna vilket bara fick dem att bli än mer nervösa. Jessie Bond, som skulle inleda showen med en solosång ensam på scen, sa till honom: "För guds skull Mr Gilbert, gå härifrån och lämna mig ensam, eller annars kommer jag inte kunna sjunga en ton!"

## Roller

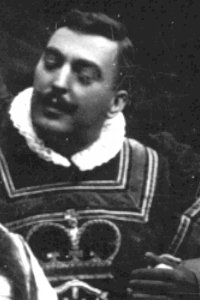
Pacie Ripple (1864-1941) som överste Fairfax i 'The Yeomen of the Guard' på Savoy Theatre ca 1906

- Sir Richard Cholmondeley (uttalas Chum'lee), Löjtnant av Towern (baryton)
- Colonel Fairfax, dödsdömd (tenor)
- Sergeant Meryll av Yeomen of the Guard (basbaryton)
- Leonard Meryll, hans son (tenor)
- Jack Point, en kringvandrande gycklare (komisk baryton)
- Wilfred Shadbolt, Fångchef och assisterande torterare (basbaryton eller baryton)
- Bödeln (stum roll)
- Förste Yeoman (tenor)
- Andre Yeoman (baryton)
- Tredje Yeoman (tenor) – se "Struken musik"
- Fjärde Yeoman (bas) – se "Struken musik"
- Förste medborgare (talroll/kör)
- Andre medborgare (talroll/kör)
- Elsie Maynard, en kringvandrande sångerska (sopran)
- Phœbe Meryll, Sergeant Merylls dotter (mezzosopran)
- Dame Carruthers, Husföreståndarinna i Towern (kontraalt)
- Kate, hennes niece (sopran)
- Kör av Yeomen Warders, gentlemän, medborgare, etc.

## Handling

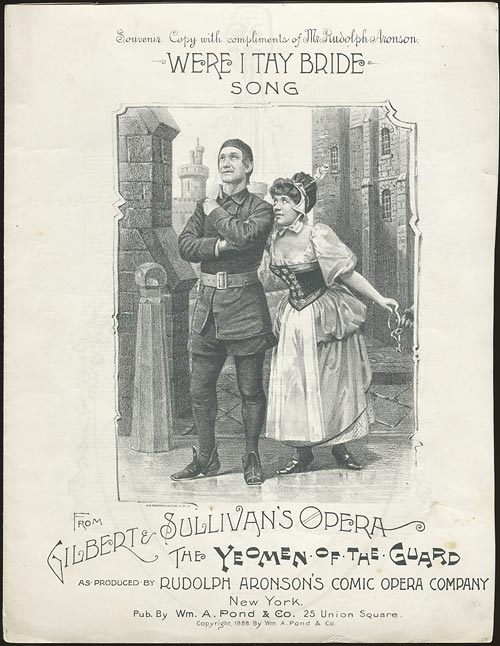
Souvenirillustration från en uppsättning på New York Casino Theatre 1888

### Akt I
Phoebe Meryll sitter och spinner medan hon sjunger om kärlekens kval. Fångchefen och assisterande torteraren i Towern Wilfred Shadbolt kommer in och Phoebe hånar honom på grund av hans yrke. Wilfred som är förälskad i Phoebe har noterat hennes intresse för en av Towerns fångar, överste Fairfax. Spjuveraktigt avslöjar han att Fairfax kommer halshuggas samma dag för trolldom. Phoebe svarar att Fairfax endast är en vetenskapsman och alkemist (och en vacker sådan) och lämnar Wilfred att sörja kärleken till henne. Medborgarna och Yeomen anländer sjungande om Yeomens mod och ädla dåd. Dame Carruthers, Towerns hushållsföreståndarinna, avvisar Phoebes protester om Fairfax oskuld. Uppretad av Phoebes kritik av Towern lovsjunger hon den. Efter att alla har gått ut förenas Phoebe med sin far, sergeant Meryll, som rapporterar att hennes bror Leonard har utnämnts till Yeomen för tapperhet i fält. Leonard är på väg från Windsor Castle, där hovet residerar, och kan ha med sig en benådning för översten. Leonard Meryll kommer in med en depesch till Towerns löjtnant men ingen benådning. Sergeant Meryll är angelägen om att rädda Fairfax, då denne bistod honom i striden och räddade hans liv två gånger. Han kläcker en plan: Leonard ska gömma sig och Fairfax ska anta hans kläder. Phoebe anförtros att hämta nycklarna till Fairfaxs cell från den kärlekskranke fångvaktaren Wilfred.
Fairfax kommer in bevakad av Yeomen. Sir Richard Cholmondeley, Towerns löjtnant, möter och hälsar honom med sorg då de är gamla vänner. Fairfax bär sitt kommande öde med mod och insikt vilket får Phoebe och sergeant Meryll att tåras. Farifax ber löjtnanten om en förmån: anklagelsen om trolldom åberopades av hans elake kusin Sir Clarence Poltwhistle, som kommer ärva hans förmögenhet om han dör ogift. Han ber därför att bli vigd med vilken kvinna som helst och hon kommer få hundra crowns för denna timmes gifermål. Löjtnanten går med på det.
Gycklaren Jack Point och sångerskan Elsie Maynard förföljs av en skränig folksamling som kräver underhållning och hotar de kringvandrande aktörerna. Elsie motsätter sig en oförskämd mans närmande och ger honom en örfil, vilket ger Point ett tillfälle att äska tystnad och roa hopen. De två erbjuder sig att framföra sången The Merryman and his Maid: den handlar om en trånande ungkarl som får korgen av en ungmö till förmån för en arrogant lord, men den senare avvisar henne och hon återvänder ångerfylld till ungkarlen och ber om förlåtelse och allt slutar lyckligt. När sången är slut blir hopen oregerlig igen och våldsamheter avbryts först när löjtnanten anländer. Point och Elsie förklarar att Elsies mor Bridget är väldigt sjuk och de samlar in pengar för att köpa medicin till henne. Löjtnanten erbjuder Elsie en chans att tjäna hundra crowns genom att gifta sig med en dödsdömd man omedelbart. Point, som själv ämnar gifta sig med Elsie en dag, är övertygad om att brudgummen kommer halshuggas direkt efter bröllopet. Elsie går med på det hela och förs bort med ögonbindel av Wilfred till den hemliga ceremonin. Löjtnanten berättar för Point att han har en ledig tjänst som narr och Point berättar om sina färdigheter och försöker dra några skämt. Löjtnanten tar med sig Point för att gå igenom anställningsvillkoren ytterligare.
Wilfred för tillbaka Elsie efter det anonyma mötet med prästen och fången. Hon lämnas att reflekterar över sitt kommande änkestånd. Under tiden undrar vad som försiggick i Fairfaxs cell. Phoebe kommer in och flirtar med honom för att kunna stjäla nycklarna till cellen. Hon ger dem till fadern som ger sig av för att frige Fairfax. Hon håller Wilfred sällskap tills fadern har återlämnat nycklarna, vilka hon fäster på Wilfreds bälte varpå hon lämnar den förbryllade och hoppfulle fångvaktaren i sina drömmar om att gifta sig med henne. Meryll känner igen Fairfax som sonen Leonard.
Yeomen kommer för att hylla "Leonard", som insisterar på att allt prat om hans mod är överdriver. Han klantar sig när Phoebe hälsar honom (de ska inte känna varandra) men Wilfred räddar situationen och berättar för Fairfax att han är förlovad med Phoebe. Han råder henne att ta hand om sin "bror" tills bröllopet. Bödeln kommer in och allt är klart för avrättningen. Wilfred, Fairfax (fortfarande förklädd till Leonard) och två Yeomen går för att hämta Fairfax. De återvänder och Fairfax tillkännager sitt eget försvinnande. Löjtnanten skyller på fångvaktaren Wilfred och förklarar honom dödsdömd. Wilfred bedyrar sin oskuld och alla undrar – dock inte ärligt från allas sida – hur fången kunde fly. Point förfäras över flykten från Elsies make och Elsie svimmar i Fairfaxs armar medan alla ger sig av efter Fairfax.

### Akt II
Två dagar har passerat och Yeomen fortsätter förgäves söka efter den förrymde fången. Dame Carruthers kommer in med sin niede Kate och anklagar Yeomen för att ha låtit Fairfax komma undan. Jack Point (numer anställd hos löjtnanten) sitter och filar på sina skämt och reflekterar bittert över sitt yrke när Wilfred kommer förbi. Point hånar den misslyckade fångvaktaren och Wilfred säger att han hellre skulle vara en narr. Det ger Point en idé. Han avslöjar det hemliga äktenskapet och går med på att lära ut allt om gyckleri om Wilfred inför alla vill svära på att Wilfred sköt Fairfax då denne simmade över floden för att fly. Wilfred går med på att svära den lögnen.

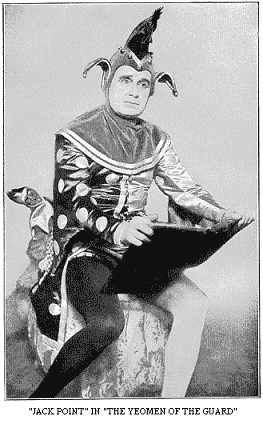
Henry Lytton som Jack Point i The Yeomen of the Guard, ca 1910

Fairfax befinner sig fortfarande utklädd till Leonard Meryll. Han beklagar sitt förhastade bröllop med en brud han inte har sett. Sergeant Meryll säger att Elsie, som svimmade vid avrättningen och som har anförtrotts Meryll, har återhämtat sig men hennes tillstånd har gett Dame Carruthers en ursäkt att slå sig ner i hans hus medan hon vårdar flickan. Han har föraktat den gamla kvinna i många år. Carruthers dyker upp med sin niece Kate och Kate berättar att hon hörde Elsie prata i sömnen om sitt hemliga bröllop. De tre lämnar Fairfax ensam som bli glad vid tanken på att hans mystiska hustru är den vackra Elsie. Han bestämmer sig för att testa hennes lojalitet genom att låtsas uppvakta sin egen fru, fortfarande förklädd som Leonard. Hon avvisar "Leonards" försök, vilket varje gift kvinna borde, och han är på vippen att avslöja sig.
Just då hörs ett skott i fjärran. Wilfred i gycklarutstyrsel förklarar att han upptäckte överste Fairfax simma över ån varpå han tog en arkebuse och sköt honom till döds. Löjtnanten beordrar Yeomen att söka efter kroppen och Wilfred utropas till hjälte. Elsie, Fairfax, Phoebe och Point blir ensamma. Point frågar Elsie, som nu är fri, om hon vill gifta sig med honom. Fairfax, fortfarande förklädd till "Leonard", säger till Point att han inte vet hur man uppvaktar och tar på sig uppgiften att lära Point hur man gör. Fairfax gör en mycket effektfull uppvaktning av Elise. Point som inte fattar att Fairfax uppvaktar flickan för eget bruk (och att Elsie har fallti för den heroiske "Leonard") protesterar till slut. Fairfax säger till Point att han måste visa honom hur man gör och att han kan öva tekniken "varsomhelst". Phoebe som ser att hennes käre Fairfax uppvaktar en annan brister ut i gråt, medan den chockerade Point önskar han var död.
Wilfred ser Phoebe gråta och den sårade flickan avslöjar oavsiktligt att "Leonard" i själva verket är Fairfax. När hon inser vad hon gjort får hon Wilfred att hålla tyst genom att gå med på att gifta sig med honom (efter en lång förlovning). Den riktige Leonard återkommer och berättar att Fairfaxs benådning äntligen har kommit. Sergeant Meryll och Dame Carruthers kommer in. Phoebe berättar för honom vad hon gjort och går iväg med Wilfred, varpå Dame Carruthers hotar Meryll med att avslöja de tre som frigav Fairfax. Han får henne tyst med ett löfte om äktenskap.
Elsie kommer lyckligt till bröllopet med den man hon fortfarande känner som "Leonard", men löjtnanten tillkännager att hennes make Fairfax fortfarande är i livet. Fairfax kommer festklädd men Elsie är förvirrad över förlusten av "Leonard" och tittar inte på honom. Han retar henne och Elsie ber om nåd och att han ska släppa henne fri att förena sig med sin älskade "Leonard". Men han säger att hans hjärta är av sten och kräver att få henne till brud. Slutligen tittar Elsie på honom och känner igen sin älskade. Alla brister ut i glädjerop, alla utom den förkrossade Jack Point. Tårögd sjunger han samma sång han tidigare sjöng med Elise, The Merryman and his Maid.  Elsie "fäller en tår" för Point men återvänder sedan till sin älskade. Medan kören firar bröllopet mellan Fairfax och Elsie faller Point ner inför deras fötter.

## Musiknummer
- Ouvertyr

Akt I
- 1. "When maiden loves, she sits and sighs" (Phœbe)
- 1a. "When jealous torments rack my soul" (Wilfred) – se "Struken musik"
- 2. "Tower warders, under orders" (Folk och Yeomen, solo Andre Yeoman)
- 3. "When our gallant Norman foes" (Dame Carruthers och Yeomen)
- 3a. "A laughing boy but yesterday" (Meryll) – se "Struken musik"
- 4. "Alas! I waver to and fro" (Phœbe, Leonard och Meryll)
- 5.  "Is life a boon?" (Fairfax)
- 6.  "Here's a man of jollity" (Kör)
- 7. "I have a song to sing, O!" (eller, "The Merryman and his Maid") (Point, Elsie och kör)
- 8. "How say you, maiden, will you wed?" (Löjtnant, Elsie, Point)
- 9. "I've jibe and joke" (Point)
- 10. "'Tis done! I am a bride!" (Elsie)
- 11. "Were I thy bride" (Phœbe)
- 12. Final Akt I (Ensemble)
  - "Oh, Sergeant Meryll, is it true?"
  - "To thy fraternal care, thy sister I commend"
  - "The pris'ner comes to meet his doom"
  - "M'lord, m'lord.... As escort for the prisoner"
  - "All frenzied, frenzied with despair they rave"

Akt II
- 13. "Night has spread her pall once more" (Folk, Dame Carruthers, Yeomen)
- 14. "Oh! a private buffoon is a light-hearted loon" (Point)
- 15. "Hereupon we're both agreed" (Point och Wilfred)
- 16. "Free from his fetters grim" (Fairfax)
- 17. "Strange adventure" (Kate, Dame Carruthers, Fairfax, Meryll)
- 18. "Hark! What was that, sir?" ... "Like a ghost his vigil keeping" (Meryll, Fairfax, Löjtnant, Wilfred, Point, Ensemble)
- 19. "A man who would woo a fair maid" (Fairfax, Elsie, Phœbe)
- 20. "When a wooer goes a-wooing" (Elsie, Fairfax, Phœbe, Point)
- 21. "Rapture, rapture" (Dame Carruthers, Sergeant Meryll)
- 22. Final Akt II (Ensemble)
  - "Comes the pretty young bride"
  - "Oh, day of terror!"
  - "Leonard, my loved one, come to me"
  - "I have a song to sing, O!"

## Struken musik
Liksom med de flesta Savoy operorna genomgick Yeomen en process av avsevärda strykningar och ändringar under repetitionstiden, och efter upphovsmännens död har ytterligare ändringar varit vanligt. Mycket av den strukna musiken från Yeomen har överlevt, spelats in och finns tillgänglig för uppsättning.

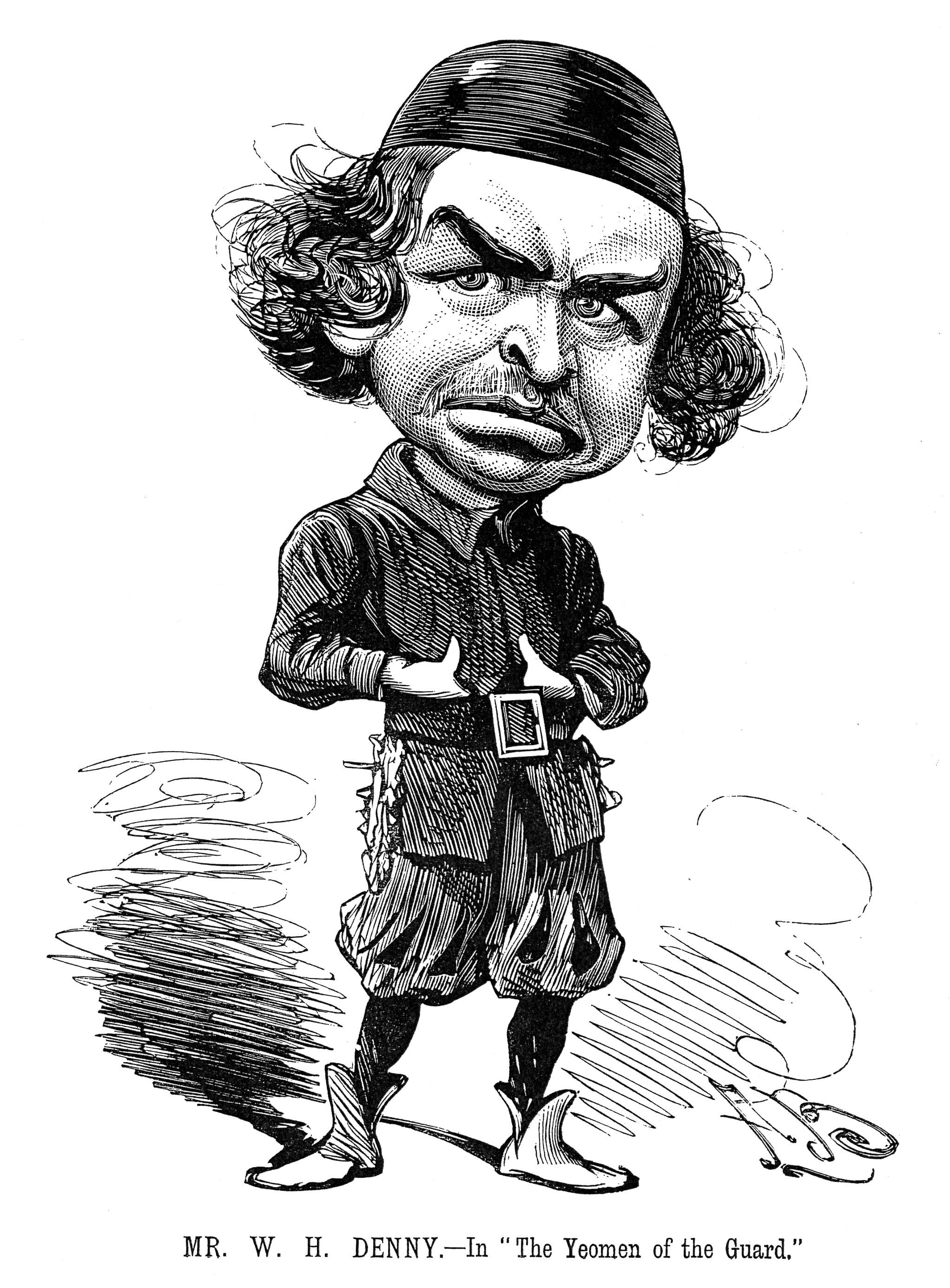
"Jealous Torments" skrevs för Rutland Barrington men uppfördes av hans ersättare Denny

Wilfreds solosång om sin obesvarade kärlek till Phoebe, "When jealous torments rack my soul", ströks under repetitionerna efter att teaterns favoritstjärna Rutland Barrington hade bestämt sig för att lämna teatern och söka lyckan som producent och teatermanager. Sången var tänkt att sjungas efter Phoebes öppningssång i akt I, "When maiden loves", och den efterföljande dialogen mellan Phoebe och Wilfred. På senare tid har sången satts in i diverse uppsättningar och den fanns med i D'Oyly Carte Opera Companys inspelning 1993.
Just före Leonards entré i första akten hade sergeant Meryll ursprungligen ett nostalgiskt solo om sin son Leonards barndom, "A laughing boy but yesterday". Detta nummer tilltalade inte Gilbert, som kallade det för en "införd och totalt irrelevant sång." Den sjöngs på premiären men ströks därefter. Den återinfördes, kanske för första gången, 1962 för en uppsättning på Towern och hörts i ett flertal inspelningar och uppsättningar sedan dess utan att ha blivit del av standardpartituret.
Före premiären ströks tredje och fjärde yeomens kupletter i finalen till akt I - i vilken de påminner "Leonard" om han hjältedåd - även om de förblev en del av klaverutdraget ända fram till 1920-talet. Den tredje yeoman hade också bistått Fairfax när denne berättar för löjtnanten att fången har flytt. När solokupletten ströks utgick även den tredje yeoman från passagen och det hela blev till en trio för Fairfax och de två andra yeomen.
Fairfaxs första solo, "Is life a boon?", är den andra versionen av sången. Gilbert ansåg att Sullivans första tonsättning (i 6/8-takt) var för snarlik många av de andra tenorballaderna i deras verk, och han bad kompositören att skriva om den. Sullivan gjorde så, men sparade även den första versionen och efterlämnade därmed ett ovanligt exempel på två separata tonsättningar till samma text. Den reviderade versionen används uteslutande i uppsättningarna.
Duetten i akt II mellan Sergeant Meryll och Dame Carruthers, "Rapture, rapture", ströks ofta i D'Oyly Carte Opera Companys 1900-talsuppsättningar, uppenbarligen därför att den ansågs utmärka sig från verkets seriösa ton. Men D'Oyly Carte återinförde så småningom duetten och i moderna uppsättningar framförs den ofta. Såsom den ursprungligen var skriven slutar duetten med fem ackord som direkt leder över till akt II:s final. Dessa ackord förekommer inte i klaverutdraget och moderna uppsättningar utesluter dem så att duetten omedelbart går över i finalen utan att dränkas av applåder.

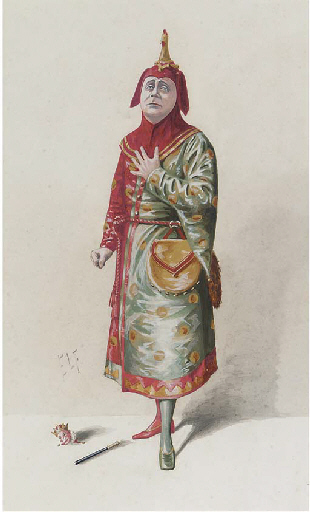
Charles H. Workman som Jack Point

Vid någon tidpunkt på 1920-talet kortades Kates och Phoebes delar ner i delen "Oh day of terror". I originalsättningen var dessa karaktärer som ett eko av Elise, med ett solo för Kate ("Oh, Leonard"), och sjunger "Come thou to her side, and claim her as thy loving bride" tillsammans med Elise. Den moderna versionen lämnar Elsie ensam att sjunga sina verser, Kate sjunger med kören vilket gör att Phoebes delar består av en blandning av Dame Carruthers texter och hennes gamla, och ändrar Phoebes och Dame Carruthers sångtexter. Det förekom ännu en strykning efter Gilberts död: Separata texter för Elsie och Point, inte funna någon annanstans, ströks från "All frenzied, frenzied with despair they rave" i finalen till akt I.
D'Oyly Cartes inspelning från 1993 innehåller all struken musik och båda versionerna av "Is life a boon?"

## Uppsättningar
The Yeomen of the Guard blev en omedelbar succé i London med en lika framgångsrik speltid i New York kort tid därefter. Percy Anderson designade originalkostymerna och dekoren gjordes av Hawes Craven. Den första engelska landsortsturnén ägde rum 1888 och från det ögonblicket var operetten ett stående inslag i D'Oyly Cartes repertoar med åtminstone ett teatersällskap som spelade den nästan varje säsong fram till kompaniets upplösning 1982. Nya kostymer designades av Anderson 1919 och 1927, och Peter Goffin utförde ny dekor och kostymer 1940. I Australien spelades verket officiellt första gången den 20 april 1889 på Princess Theatre i Melbourne i en uppsättning producerad av J. C. Williamson, vilken därefter satte upp föreställningar runtom  Australasien fram till 1960-talet. 1932 blev Yeomen det första av Gilbert och Sullivans operetter att sändas i radio i sin helhet.
I Amerika spelades den på Broadway av olika sällskap 1915, 1933, 1935 och 1944, som tillägg till D'Oyly Cartes turnéer, och i andra New Yorkteatrar av American Savoyards, Light Opera of Manhattan, Bronx Opera och New York Gilbert and Sullivan Players. Uppsättningar på 2000-talet har exempelvis varit en föreställning på Towern i London av Carl Rosa Opera Company och en uppsättning 2010 på International Gilbert and Sullivan Festival och därefter på Oxford Castle.
Följande tabell visar historiken över D'Oyly Cartes uppsättningar under Gilberts levnad:
| Teater                   | Premiärdatum    | Slutdamtum       | Föreställningar | Detaljer                                                                                            |
| ------------------------ | --------------- | ---------------- | --------------- | --------------------------------------------------------------------------------------------------- |
| Savoy Theatre            | 3 oktober 1888  | 30 november 1889 | 423             | Första Londonuppsättningen.                                                                         |
| Casino Theatre, New York | 17 oktober 1888 | 18 januari 1889  | 100             | Auktoriserad amerikansk uppsättning.                                                                |
| Savoy Theatre            | 5 maj 1897      | 31 juli 1897     | 186             | Första nypremiären i London                                                                         |
| Savoy Theatre            | 16 augusti 1897 | 20 november 1897 | 186             | Första nypremiären i London                                                                         |
| Savoy Theatre            | 8 december 1906 | 24 augusti 1907  | 87              | Första Savoy-repertoarsäsongen; spelad med tre andra operetter. (Slutdatumet är för hela säsongen.) |
| Savoy Theatre            | 1 mars 1909     | 27 mars 1909     | 28              | Andra Savoy-repertoarsäsongen; spelad med fem andra operetter. (Slutdatumet är för hela säsongen.)  |

## Analys av text och musik

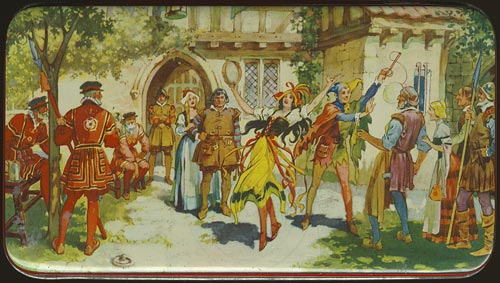
Plåtburk med en scen från Yeomen

Operetten skiljer sig markant på flera punkter från resten av de andra verken. Tonen är något mörkare och mer seriös var gäller karaktärerna. Det förekommer ingen satir av brittiska institutioner. Istället för att operetten börjar med en öppningskör går ridån upp för en ensam figur vid en spinnrock sjungandes en gripande ballad. Daily Telegraph's recension av Yeomen var full av beundran för Sullivans ansträngningar:
Ackompanjemangen... är förtjusande att lyssna på, och särskilt träblåsarnas behandling tvingar fram beundran. Schubert själv kunde knappast ha behandlat dessa instrument mer skickligt, skrivit för dem mer kärleksfullt... Vi placerar sångerna och körerna i The Yeomen of the Guard före hans tidigare försök av denna sort. Sålunda följer musiken texten på ett högre plan, och vi har en genuin engelsk opera (förebild för många andra), så låt oss hoppas på en förhöjning till en nationell lyrisk nivå. (Allen, s. 312).
The Times skrev: "Det ska... erkännas att Mr Gilbert ärligt har ansträngt sig att lämna familjära områden och höja sig mot högre ting."
Deems Taylor skrev senare att "Problemet med texten till 'The Yeomen' är att det är en grand opera handling, men inte tillräckligt stor; några av texterna, hur förtjusande de än må vara; klingar i otakt med handlingen. Musiken lider av samma defekt. Det är allvarligt menat, men inte fullt ut för att kunna bära historien. Slutsatsen är att stycket är en grand opera komponerad som en operett. Det är dock inget som hindrar att många av numren är bland de bästa som Gilbert och Sullivan någonsin har skrivit."
Några kritiker föreslog att Gilbert tog mycket av historien från William Vincent Wallaces opera Maritana (1845), i vilken en gatusångare är hemligt gift med en gentleman. En annan källa till Yeomen är Gilberts tragedi Broken Hearts (1875). Där är triangelförhållandet mellan Prins Florian, Lady Vavir och den puckelryggige tjänaren Mousta parallellt med förhållandet i Yeomen mellan Fairfax, Elsie och Point.

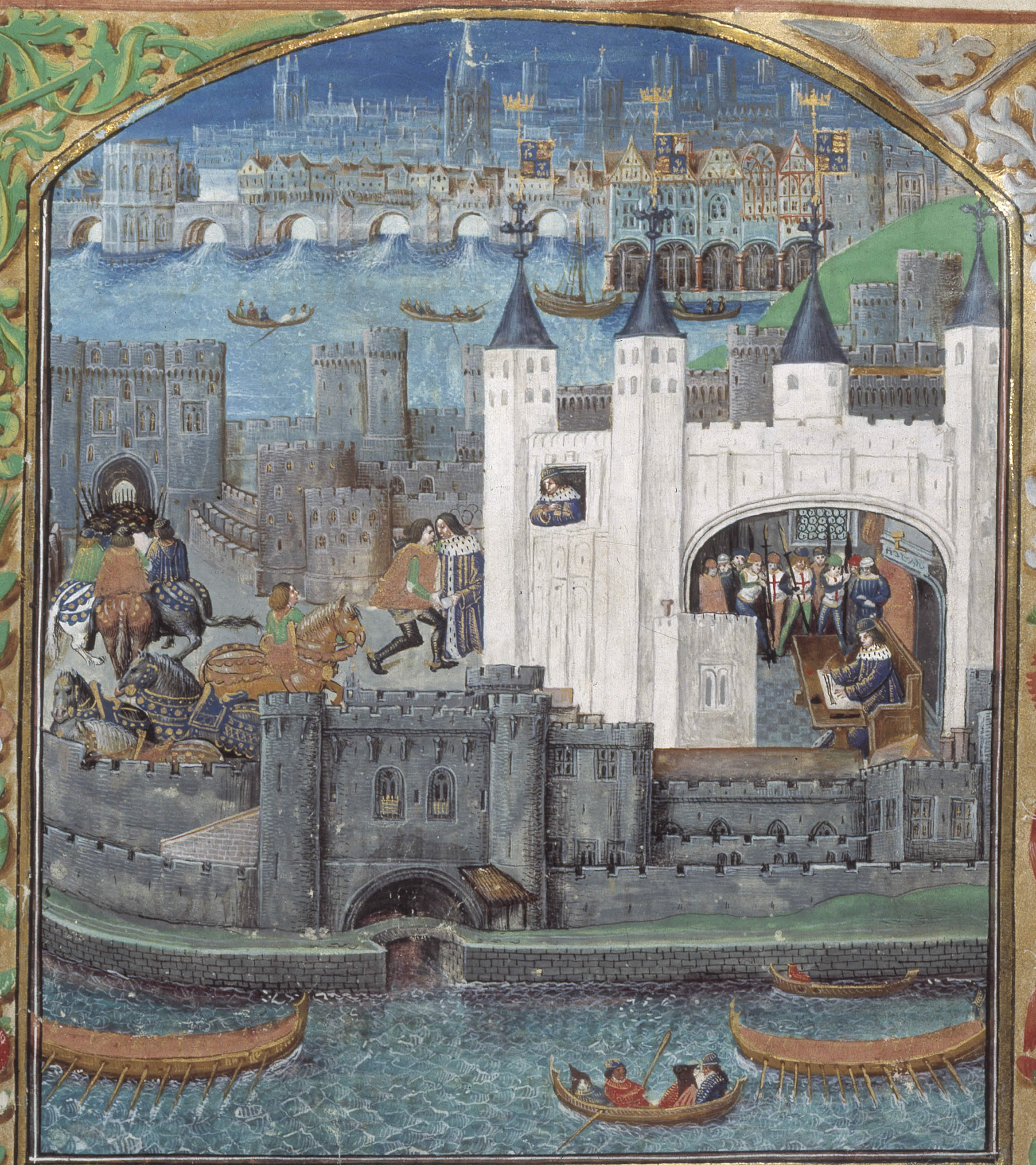
Illustration av 1400-talets Tower of London

Operetten handlar egentligen om Yeomen Warders, som vaktar Tower of London (och kronjuvelerna)  och som väljs ut till denna befattning som en utmärkelse för lång och meriterande tjänst. Idag tjänar de som turistguider på Towern. Yeomen Warders hänvisas ofta felaktigt till som  Yeomen of the Guard, vilka faktiskt är en specifik del av den kungliga vaktstyrkan. Gilbert delade denna missuppfattning (eller brydde sig inte om att precisera närmare) genom att namnge operetten The Yeomen of the Guard. I vilket fall som helst var Gilbert och Sullivan noga med att efterlikna den historiska Towern så mycket det gick i operettens dekor, kostym och musik. Till exempel så ljuder klockorna i St Peter under finalen till akt I för den kommande avrättningen på samma sätt som var kutym.
Rollkaraktären löjtnant Richard Cholmondeley är den enda karaktären i alla av Gilbert och Sullivans operetter som huvudsakligen bygger på en historisk figur. Cholmondeley var löjtnant i Towern från 1513 till 1520, under Henrik VIII:s tid. Cholmondeley förlorade gunsten hos ledarskapet i City of London under upproret 1517: Han beordrade skjutning med några av Towerns kanoner mot staden London för att försöka kväsa upproret av unga Londonbor som försökte ta kontroll över London i flera dagar och som attackerade utlänningar, särskilt förmögna utländska köpmän och bankirer på Lombard Street, London. Men Cholmondeley fortsatte tjäna vid Towern i ytterligare tre år tills dålig hälsa tvingade honom att avgå. Han var ansvarig för återuppbyggandet av kapellet i St Peter ad Vincula, församlingskyrkan i Towern, där det finns en magnifik gravsten till hans minne.

## Arv, bearbetningar och kulturellt inflytande
Ett monument till minne av Sullivan restes i Victoria Embankment Gardens (London) och har ett inskrivet citat från Yeomen: "Is life a boon? If so, it must befall that Death, whene'er he call, must call too soon". 1962, 1964, 1966, 1978 och 2009 iscensattes operetten inför stor publik i vallgraven till Towern.
En amerikansk TV-sändning av operetten ägde rum 1957 i NBC:s serie Hallmark Hall of Fame med Alfred Drake som Point, Barbara Cook som Elsie, Celeste Holm som Phoebe och Bill Hayes som Fairfax samt Henry Calvin som Wilfred och Marjorie Gordon som Kate. Den sändes den 10 april 1957 och regisserades av George Schaefer. Speltiden var 79 minuter inklusive reklamavbrott så mycket av dialogen och en del av musiken var struken. Alfred Drake var berättaren. En svartvitkopia av utsändningen har slätts på DVD.
1972 gjorde australiensisk TV en version med Alan Lander and Pamela Stephenson. 1975 gjorde BBC en TV-version med Valerie Masterson som Elsie, Derek Hammond-Stroud som Point, David Hillman som Fairfax, Bryan Drake som Sgt. Meryll, Richard Angas som Sir Richard och Elizabeth Bainbridge som Carruthers. Den regisserades av John Gorrie och dirigerades av David Lloyd-Jones. En annan nedkortad version gjordes 1978 för brittisk TV med Tommy Steele som Point, Terry Jenkins som Fairfax, Anne Collins som Carruthers, Laureen Livingstone som Elsie, Della Jones som Phoebe, Paul Hudson som Meryll och Dennis Wickes som Wilfred. Den regisserades av Anthony Besch och dirigerades av David Lloyd-Jones i samarbete med 1978 års City of London Festival.
Musikgruppen Peter, Paul and Mary hade med sången "I have a song to sing, O!" på ett av sina barnalbum, Peter, Paul and Mommy (1969).